# Карл Густав Маннергейм
Ка́рл Гу́став Емі́ль Маннерге́йм (швед. Carl Gustaf Emil Mannerheim швед. вимова: [kɑːɭ ˈɡɵ̂sːtav ˈěːmɪl ˈmânːɛrˌhɛjm], Фінляндською Шведською: [kɑːrl ˈɡʉstɑv ˈeːmil ˈmɑnːærˌhejm] ( прослухати), 4 червня 1867 — 27 січня 1951, Лозанна) — фінський державний та військовий діяч, генерал-лейтенант російської імператорської армії (1917), генерал від кавалерії (1918) фінської армії, фельдмаршал (1933), з 1942 року — маршал Фінляндії (почесне звання), барон. Учасник російсько-японської війни. Регент Королівства Фінляндія (12 грудня 1918 — 26 червня 1919), 6-й президент Фінляндії (4 серпня 1944 — 11 березня 1946). Командувач військовими силами Білої гвардії у Фінській громадянській війні в 1918 році, головнокомандувач збройних сил Фінляндії у часи Другої світової війни.
За даними опитування, найвеличніший діяч у фінській історії усіх часів. Визнаний за його провідну роль у створенні незалежної Фінляндії та виключні заслуги у відстоюванні своєї держави від зазіхань більшовицької Росії, Карл Густав Маннергейм вважається «батьком сучасної Фінляндії».

## Життєпис

### Навчання

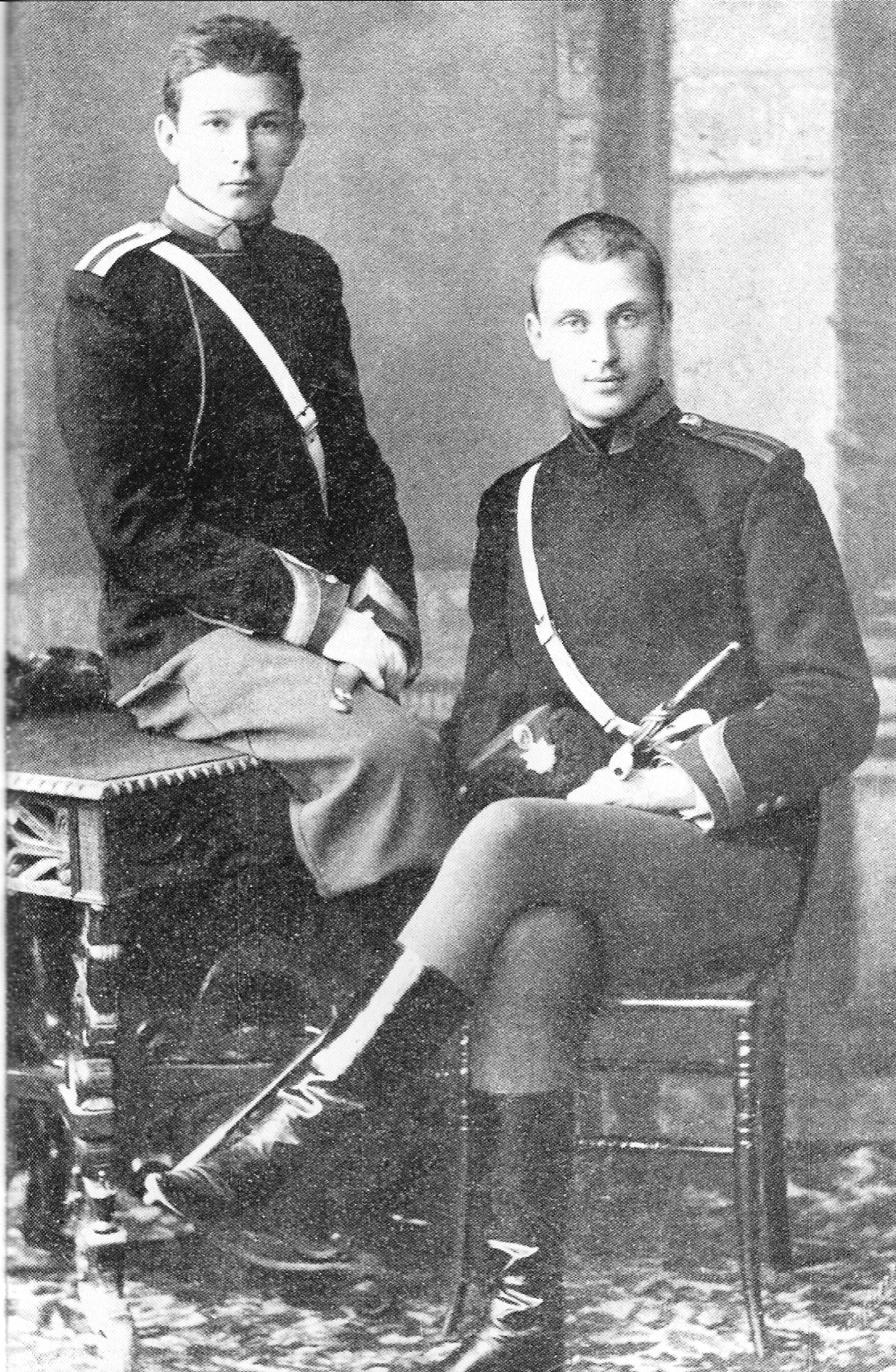
Маннергейм (праворуч) у Миколаївському кавалерійському училищі

З дитинства Карл Густав був бешкетним і непосидючим. У 13 років його відрахували з Бьойокського ліцею за незадовільну поведінку. У 15 років батьки, щоб дисциплінувати його, віддали на навчання до кадетського корпусу у Гаміні. Проте в 1886 році його відрахували звідти за самоволку.
У своїх спогадах К. Ґ. Маннергейм зазначив, що ця подія змінила його життя. Якщо до цього кар'єра військового його мало цікавила, то після відрахування він вирішив довести собі та іншим, що може досягти висот і стати офіцером.
Маннергейм вирішив вступити до Миколаївського кавалерійського училища в Санкт-Петербурзі і стати кавалергардом. Однак для вступу до училища необхідно було скласти університетський іспит. Протягом року Густав навчався в ліцеї (приватній гімназії) Бека (фін. Böökin yksityiskymnaasi) у Гельсінгфорсі і навесні 1887 склав іспити до Гельсінгфорського університету. Крім усього іншого, потрібно було також добре знання російської мови, тому влітку того ж року Маннергейм вирушив до свого родича Е. Ф. Берґенгейма, який мешкав у Харкові. Там він протягом кількох місяців вивчав мову з викладачем.

| Для глибшого вивчення мови я вирушив влітку 1887 року до одного з родичів, капітана та інженера Е. Ф. Берґенгейма, який обіймав велику посаду на великому промисловому підприємстві в Харкові, величезному економічному центрі України. Моїм близьким другом і добрим вчителем став один з козаків-кавалеристів — вельми освічена людина, яка пройшла військове навчання в Петербурзі. Саме його стараннями вже восени я розмовляв російською досить добре. Та все ж російська мова спочатку давалася мені важко.[11] |
У 1889 році, на відмінно завершивши навчання в Миколаївському кавалерійському училищі Санкт-Петербурга у званні корнета.

### Військова служба у Росії

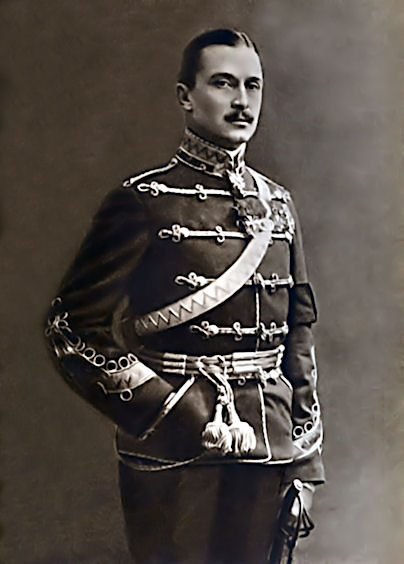
Під час служби у 52-му Ніжинському драгунському полку. 1904 рік.

Служив у 15 Олександрійському драгунському полку, лейб-гвардійському полку. 1903 року за рекомендацією генерала Брусилова та князя Ніколая Романова барон Маннергейм отримав призначення командиром зразкового ескадрону гвардійського офіцерського училища.
Під час російсько-японської війни вирушив добровольцем на фронт. Служив підполковником 52-го драгунського Ніжинського полку, в 1905 році за успішні розвідувальні операції Маннергейма підвищено до полковника.
1906–1908 роки Маннергейм провів у віддалених районах Китаю, де разом із етнографічними дослідженнями виконував таємні доручення російського генерального штабу. Його спогади про експедицію було опубліковано в 1940 році.
Далі Маннергейм командував послідовно 13-м Володимирським уланським полком, лейб-гвардії Його Величності уланським полком, Особливою лейб-гвардії Його Величності Варшавською кавалерійською бригадою. Мав звання генерал-майора.
З перших днів Першої світової війни Варшавська кавалерійська бригада під командою Маннергейма вела бої проти військ Австро-Угорщини, за що був нагороджений орденом Святого Георгія. У 1915 році Маннергейм отримав під своє командування 12 кавалерійську дивізію, якою й командував до середини 1917 року. Після поранення його звільнили від командування, Маннергейм вирушив до Одеси на лікування. Під час служби в Російській імперії познайомився з Павлом Скоропадським.
Разом із 12-ю кавалерійською дивізією воював на території Галичини та Волині, зокрема, у містах Заліщики., Станіслав, Галич, Гусятин, Лисець, Луцьк, Торчин. Наприкінці 1917 повернувся на батьківщину, до Фінляндії.

### Служба у Фінляндії під час здобуття незалежності

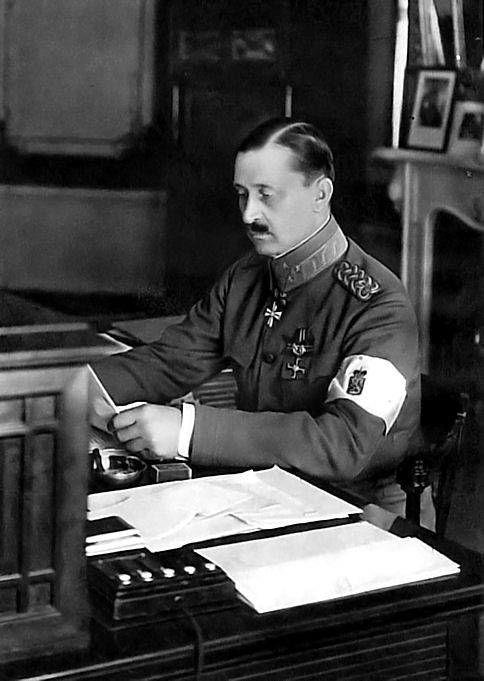
Регент Фінляндії Маннергейм у своєму робочому кабінеті

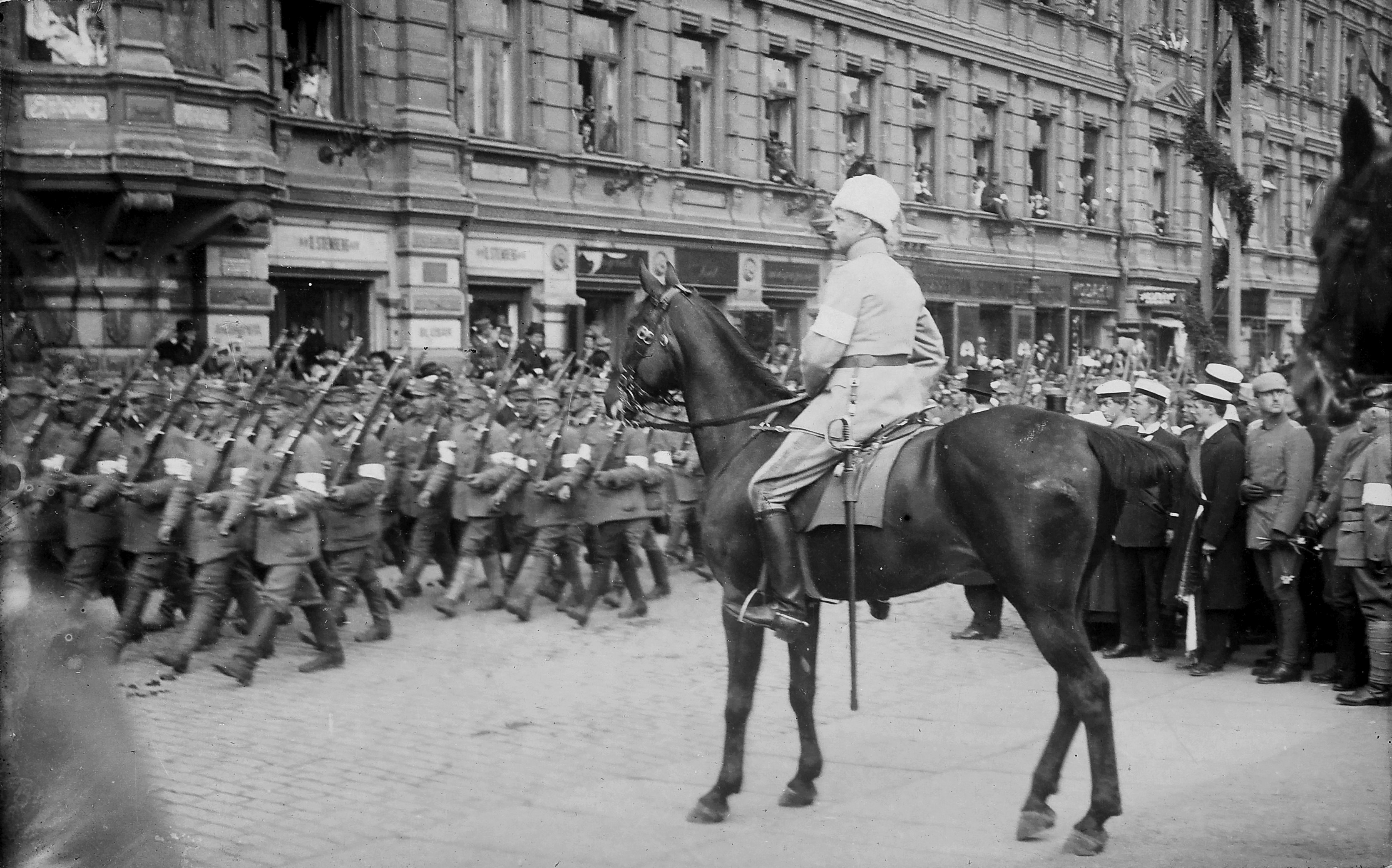
Генерал Маннергейм на чолі «Білого параду перемоги» в Гельсінкі, 16 травня 1918 року

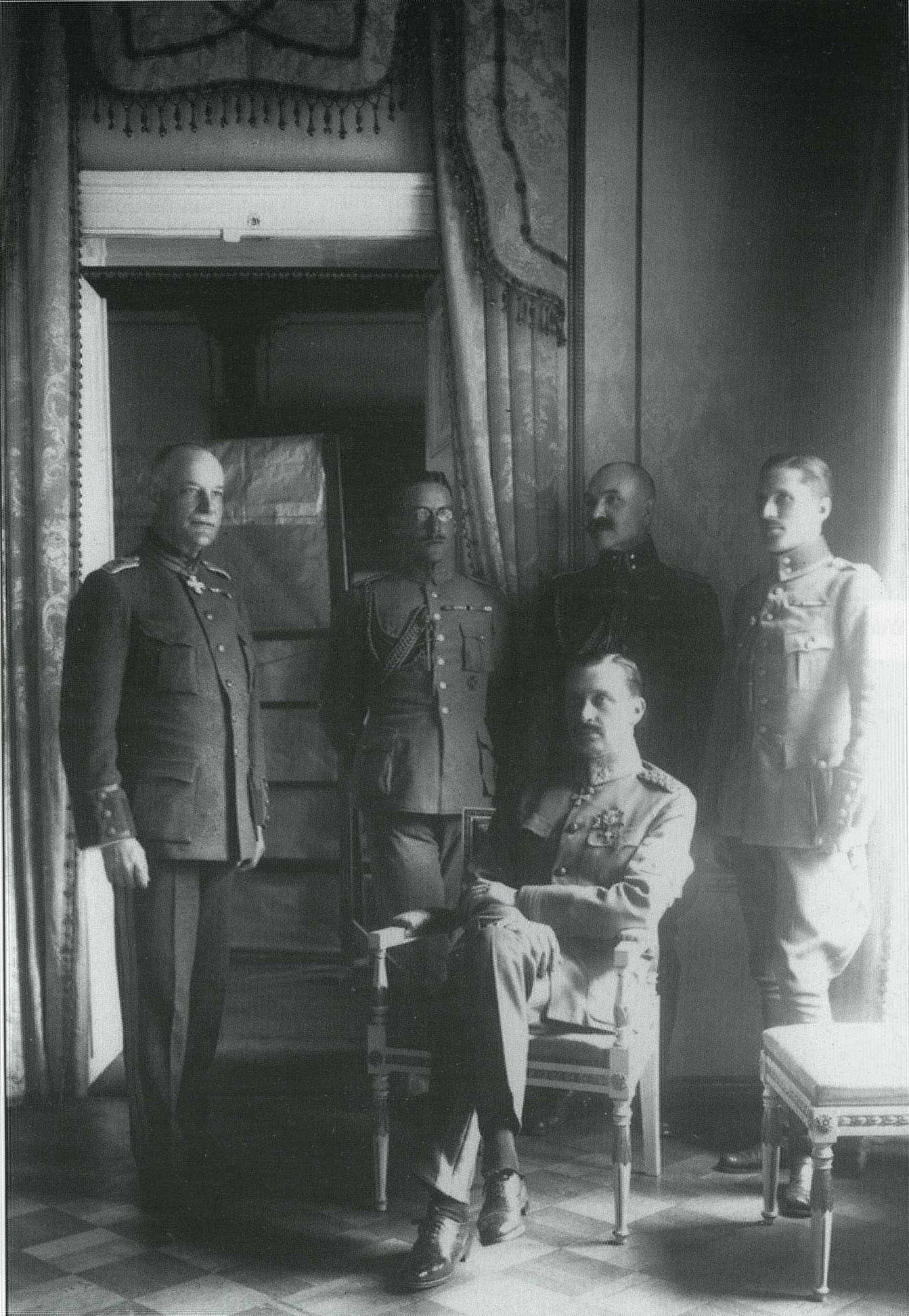
Маннергейм як регент (сидить), з його ад'ютантами (ліворуч) підп. Ліліусом, кап. Кеконі, лейт. Галлен-Каллелою, прап. Розенбройєром

У січні 1918 року Маннергейма призначено головнокомандувачем ще не створеної фінської армії. Вже наприкінці місяця підрозділи фінського шуцкору (сил самооборони) під безпосереднім керівництвом Маннергейма роззброїли та розформували підлеглі більшовикам військові частини, розташовані на півночі Фінляндії. До березня військо було сформовано та підготовлене до ведення бойових дій. Протягом двох місяців фінська армія під командуванням Маннергейма розгромила розташовані у південній Фінляндії загони червоної гвардії.
Втім, наприкінці травня 1918 року Маннергейм подав у відставку з посту головнокомандувача, можливо через незгоду з німецько-орієнтованою політикою уряду. Далі Маннергейм діяв як неофіційний, а, згодом, офіційний представник Фінляндії у Франції та Великій Британії. У грудні 1918 року фінський парламент обрав Маннергейма на пост регента — тимчасового очільника Фінляндської держави. Після прийняття парламентом конституції склав із себе регентські повноваження.
У 1920—1930 роки Маннергейм займався найрізноманітнішою діяльністю: відвідував з напівофіційними візитами Францію, Польщу та інші країни Європи, Індію, взяв участь у керівництві шуцкором, в управлінні комерційними банками, займався громадською діяльністю, обіймав посаду голови Червоного Хреста Фінляндії. У 1931 році прийняв пропозицію стати президентом державного комітету оборони Фінляндії, у 1933 році Маннергейму присвоєне військове звання маршала.

### Напередодні радянсько-фінської війни
До 1930-х років зовнішня політика Радянського Союзу досягла чималих успіхів: європейські країни визнали СРСР та встановили з ним дипломатичні відносини. СРСР навіть вступив до Ліги Націй. Для Фінляндії все це створювало серйозну небезпеку, апетити СРСР щодо Фінляндії були давно відомі, а в умовах загострення конфронтації між англо-французьким блоком і Німеччиною Фінляндія могла опинитися в конфлікті з СРСР віч-на-віч, без допомоги з боку західних держав.
Очоливши комітет оборони Фінляндії, Маннергейм реформував сухопутні війська та шуцкор, чим значно підвищив їхню боєздатність. Також він продовжив розбудову знаменитої низки укріплень на південному сході країни, які пізніше дістали неофіційну назву лінія Маннергейма. Маннергейм вів активні переговори з майже всіма країнами Європи, шукаючи допомоги у можливому протистоянні з Радянським Союзом. Як зауважують українські історики, фінський маршал відверто побоювався, що тогочасна геополітична ситуація у Європі дасть привід СРСР напасти, адже прямого збройного зіткнення маленька північноєвропейська країна може й не пережити, оскільки її збройні сили надто погано підготовлені чинити опір чисельнішому супротивнику.

### Друга світова війна

#### Зимова війна

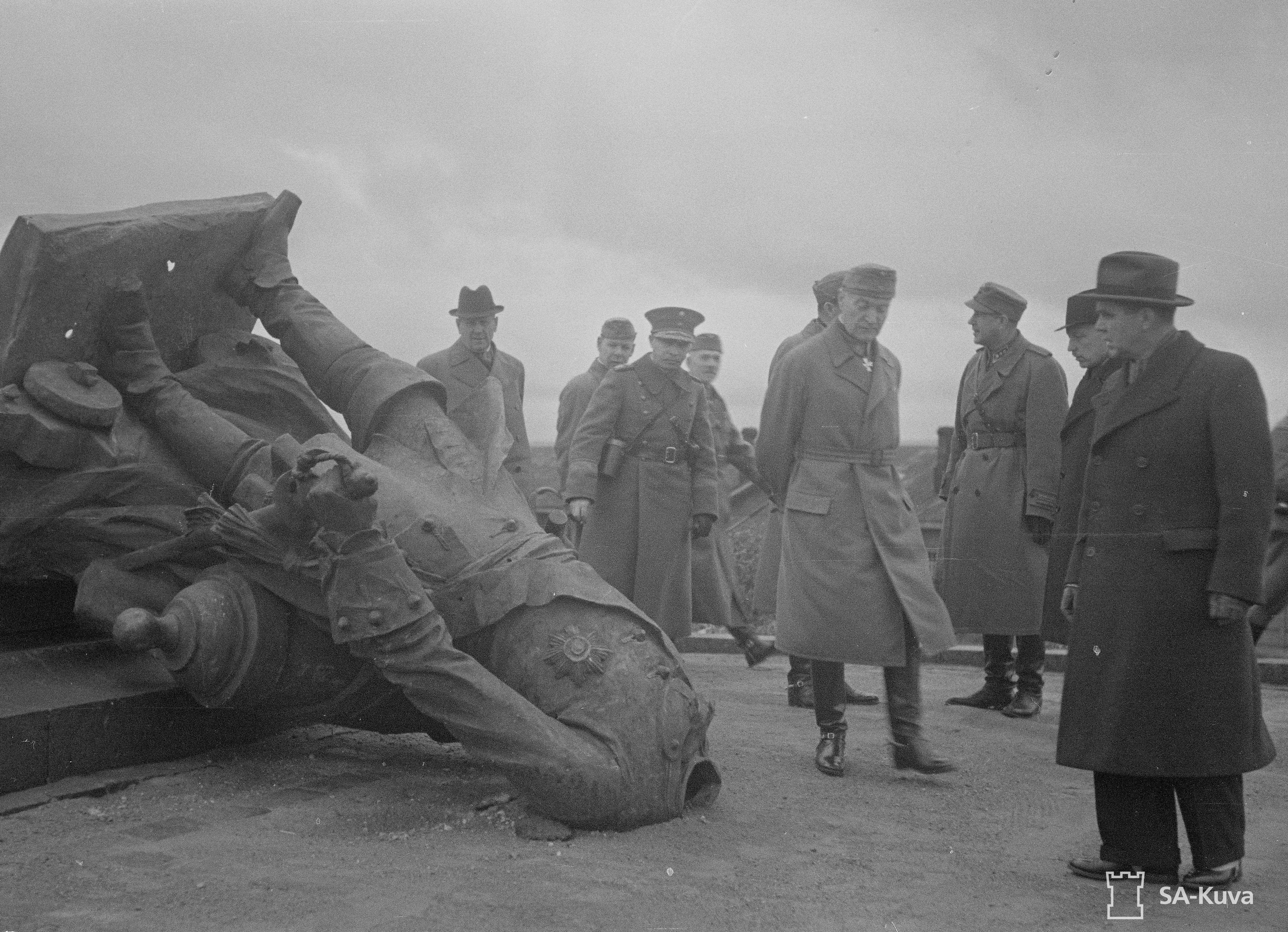
Маннергейм відвідує знищення пам'ятника Петру I у Виборзі, 1941 рік

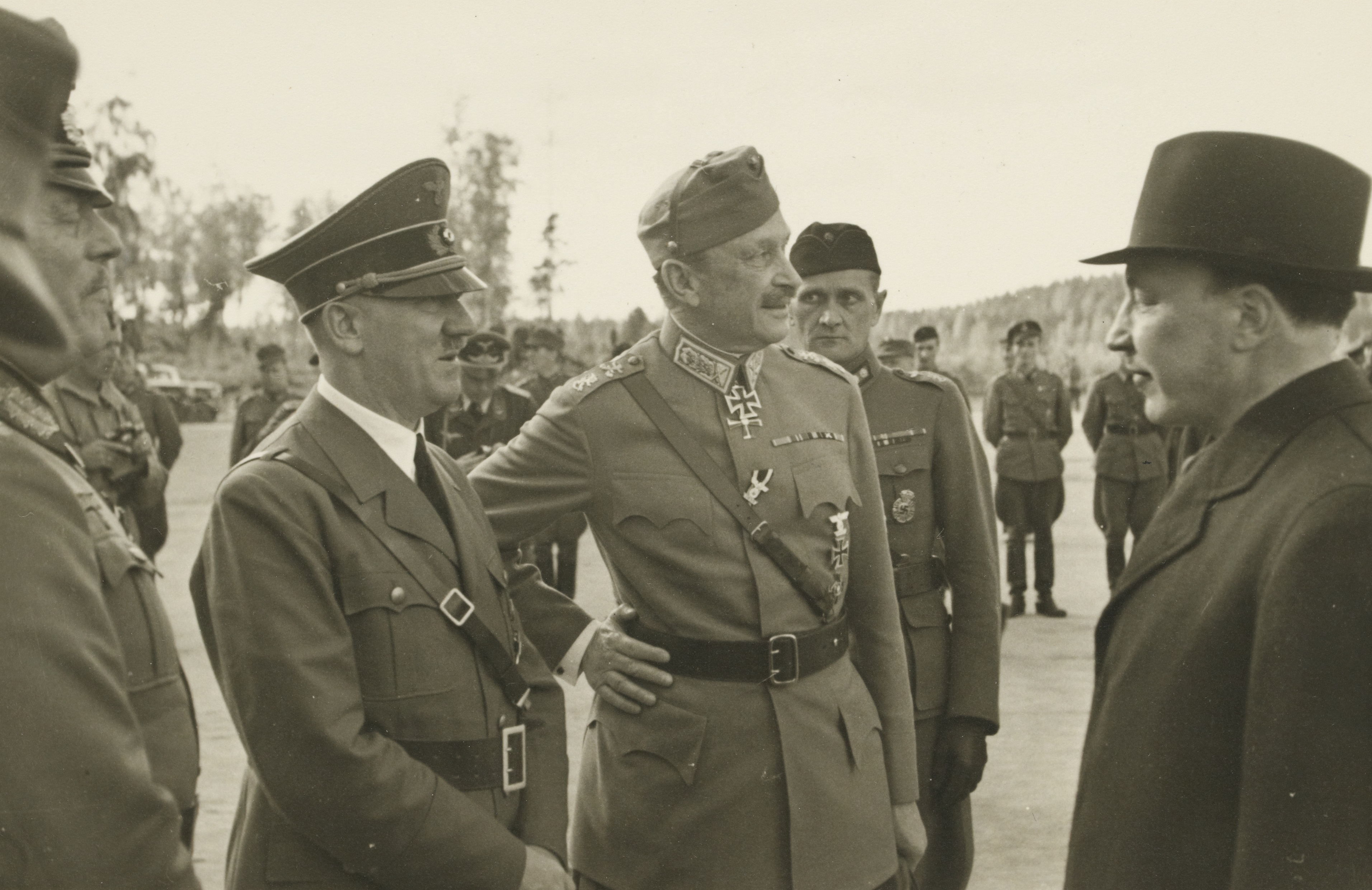
Вільгельм Кейтель, Адольф Гітлер, Карл Густав Маннергейм і Рісто Рюті на аеродромі Іммола, на схід від Лаппеенранти, Фінляндія.
4 червня 1942.

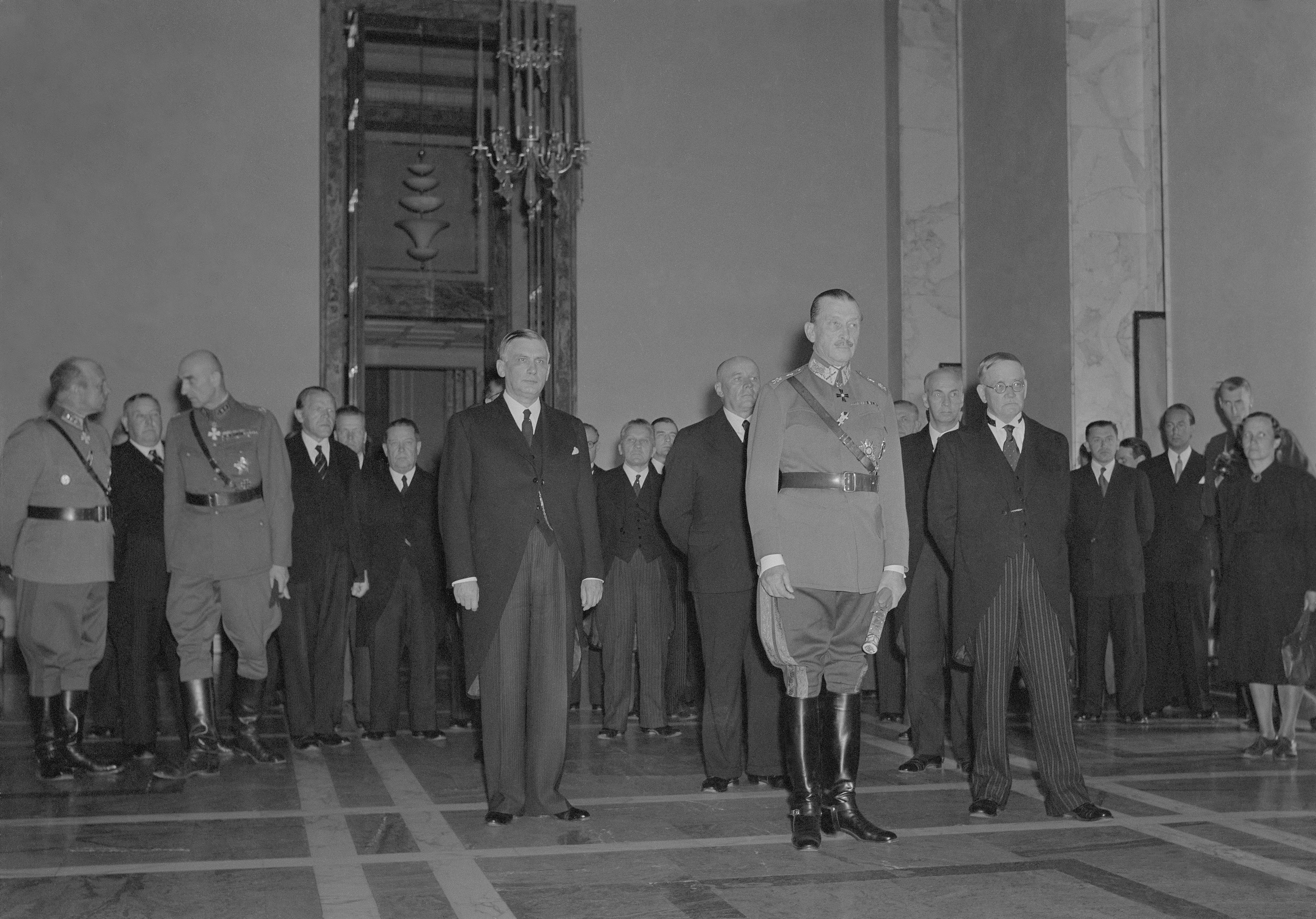
Обрання Маннергейма президентом у фінському парламенті. 1 серпня 1944 року.

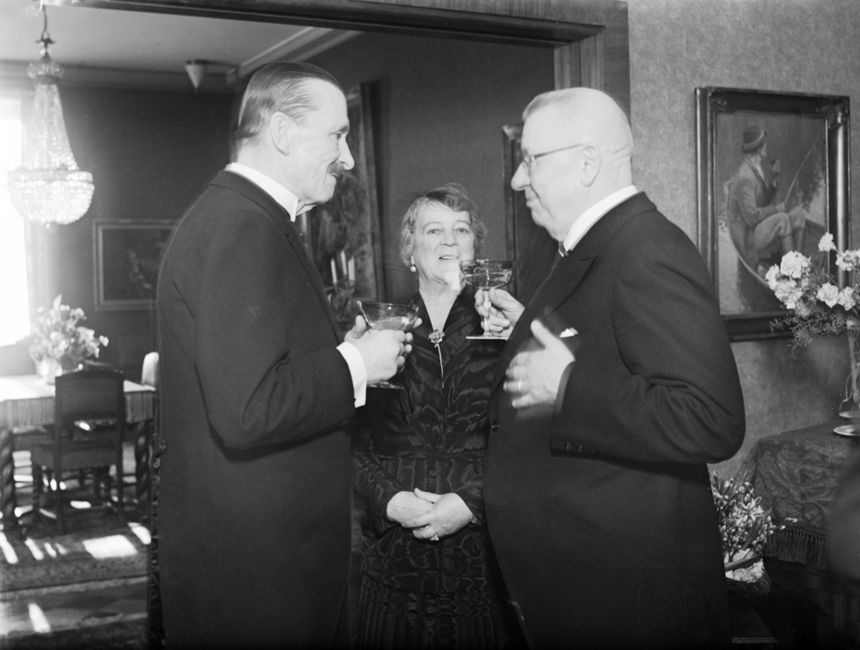
Карл Густав Маннергейм під час передачі повноважень новообраному президенту Юго Паасіківі. 11 березня 1946 року.

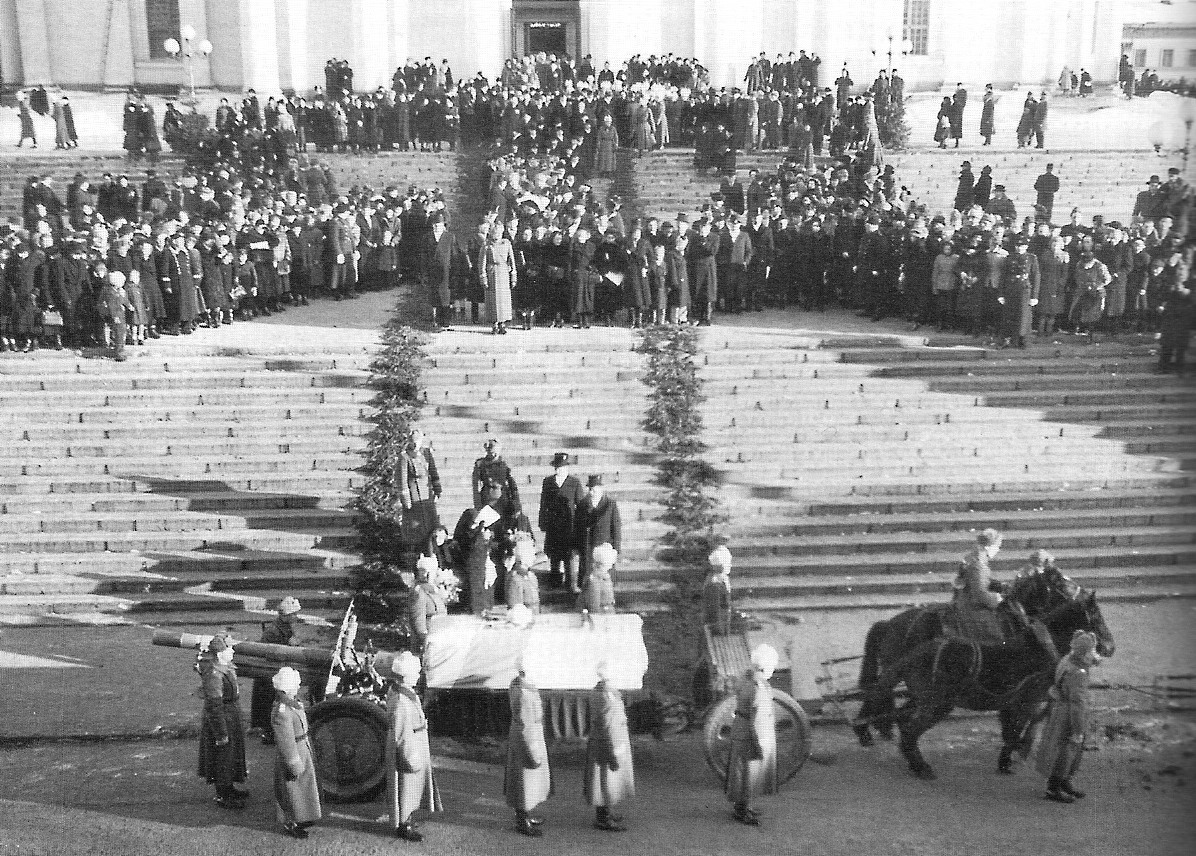
Похорон Маннергейма у Гельсінкі.
4 лютого 1951 року.

Після підписання між СРСР та Німеччиною Пакту Молотова — Ріббентропа війна стала неминучою. 30 листопада 1939 року, на другий день війни, маршала Маннергейма призначено верховним головнокомандувачем армії Фінляндії. Під керівництвом Маннергейма фінські війська зуміли витримати перший, найпотужніший удар Червоної армії та успішно вести бойові дії проти набагато численнішого супротивника. Одночасно Маннергейм активно листувався з очільниками європейських держав, намагаючись домогтися від них військової або хоча б матеріальної підтримки. Ця діяльність не досягнула мети — через різні причини ні Велика Британія, ні Франція, ні навіть Швеція не надали вагомої допомоги фінам.
У лютому 1940 р. Червона армія таки досягла успіху — першу смугу «Лінії Маннергейма» прорвано, фінські війська змушені відступати. 9 березня Маннергейм рекомендував уряду Фінляндії шукати будь-яких шляхів до миру — резерви вичерпано, виснажена армія нездатна довго тримати фронт проти значно сильнішого супротивника.
13 березня у Москві було підписано мирну угоду, на висунутих СРСР умовах.

#### Радянсько-фінська війна 1941-44
Змушена передати СРСР велику частину території, Фінляндія прагнула відновити втрачені кордони. Одночасно дуже зросла популярність Маннергейма в суспільстві та уряді — будь-які важливі державні рішення приймалися тільки за його згоди. У Фінляндії не відмінено воєнний стан, тож Маннергейм відновив армію та розпочав будівництво нової лінії укріплень — тепер на новому кордоні. Тим часом СРСР скористався новою ситуацією та висунув нові вимоги до Фінляндії. Тож не дивно, що коли Гітлер звернувся до Маннергейма з проханням дозволити німецьким військам розташуватися на фінській території, такий дозвіл було дано. Навіть більше, впроваджено об'єднане німецько-фінське командування над військами обох країн, розташованими на півночі Фінляндії.
У середині червня 1941 р. Маннергейм довідався про запланований напад Німеччини на Радянський Союз. 17 червня у Фінляндії оголошено мобілізацію. 22 червня Фінляндія була обстріляна й бомбардована Червоною армією, а інтенсивне бомбардування 25 червня змусило парламент відмовитись від нейтралітету й оголосити війну агресору. Маннергейм заявив, що Фінляндія має намір брати участь у «всесвітньо-історичному поході проти більшовизму» та буде боротися за створення «Великої Фінляндії». [джерело?] Втім, це не завадило йому надалі критикувати німців і не дати зосередити керування фінськими військами у їхніх руках. Наприкінці 1941 року фінське військо дійшло до старих кордонів. У цих умовах Маннергейм наказав зупинити наступ, фронт надовго стабілізувався. Одночасно розпочалося відновлення «лінії Маннергейма», фінські війська на півночі поступово виведені з-під німецького командування, а також велися таємні переговори із США та СРСР.
У червні 1944 року радянські війська почали масований наступ на фінському фронті. На Карельському перешийку й у Карелії фінські війська змушені відступити, полишивши навіть Виборг. Спочатку Німеччина перекинула до Карелії частину військ з Естонії, але згодом змушена їх забрати. Фінляндії необхідно терміново виходити з війни, до того ж у переговорах із СРСР вже досягнуто певних успіхів, чим можна було б скористатися. Тож фінське керівництво вирішило, що настав час активно діяти, для початку — зосередити військову та політичну владу в одних руках. 4 серпня 1944 року парламент спеціальним законом проголосив маршала Маннергейма президентом країни.
19 вересня 1944 року у Москві підписано угоду про мир між Фінляндією та СРСР.

#### Лапландська війна
Серед іншого, радянсько-фінська угода передбачала, що Фінляндія домагатиметься виводу зі своєї території німецьких військ. Якщо ж війська виведено не буде, фіни зобов'язані їх вигнати або роззброїти та інтернувати. Маннергейм домовився з командуванням німецького контингенту про його відступ з Фінляндії, але натомість німці починають активну діяльність: підірвали мости та намагалися захопити один з фінських островів. 22 вересня 1944 року Маннергейм віддав наказ фінським військам готуватися до інтернування німців. 1 жовтня фінські війська висадили десант на зайнятій німцями території — почаласяся війна проти Німеччини. До весни 1945 р. військо Фінляндії поступово просувалося, вибиваючи німців із фінської Лапландії.

### Решта життя
У 1945 році здоров'я Маннергейма значно погіршилося. 3 березня 1946 р. він подав у відставку.
Керуючись порадами лікарів, Маннергейм здійснив подорож Південною Європою, жив у Швейцарії, Італії, Франції. Перебуваючи у Фінляндії, він мешкав у сільській місцевості, з 1948 р. почав працювати над мемуарами. На початку 1951 року двотомну збірку спогадів було повністю закінчено.
19 січня 1951 р. через виразку шлунку маршал змушений був уже вкотре лягти на операцію. Операція пройшла вдало, якийсь час Маннергейм почував себе краще. Але через кілька днів стан його здоров'я почав стрімко погіршуватись, і 27 січня 1951 р. Карл Густав Маннергейм помер.
Похований під супровід маршу «Нарва» 4 лютого на військовому цвинтарі Гієтаніємі в Гельсінкі.

### Поведінка під час кризи
Був скромним у побуті. Маннергейм під час кризи у Фінляндії їздив саньми.

## Нагороди
- Орден Хреста Свободи
  - 4-го класу з мечами (6 квітня 1918)
  - великий хрест з мечами (30 квітня 1918)
  - великий хрест з мечами і діамантами (20 березня 1940)
  - срібна медаль з розеткою (16 травня 1940)
- Пам'ятна медаль Зимової війни із застібкою (30 листопада 1940)
- Медаль «За заслуги в цивільній обороні» 1-го класу (30 листопада 1940)
- Хрест Маннергейма 2-го і 1-го класу (7 жовтня 1941) — отримав 2 нагороди одночасно.
- Орден Лева Фінляндії, великий хрест з мечами і діамантами (8 квітня 1944)
- Орден Білої троянди (Фінляндія), великий хрест з ланцюгом, мечами і діамантами (4 червня 1944)

### Італія
- Орден Святих Маврикія та Лазаря, кавалерський хрест (1902)
- Савойський військовий орден, великий офіцерський хрест (24 травня 1942)

### Російська імперія
- Орден Святого Володимира
  - 4-го ступеня (1904)
  - 2-го ступеня з короною і мечами (26 січня 1916)
- Орден Святої Анни 2-го ступеня з мечами (1906)
- Орден Святого Станіслава 2-го ступеня з мечами (1906)
- Орден Святого Георгія 4-го ступеня (18 грудня 1914)

### Швеція
- Орден Меча, командорський хрест (1918)
- Орден Серафимів (23 березня 1919)

### Німеччина
- Залізний хрест 2-го і 1-го класу (1918)
- Почесний знак Німецького Червоного Хреста 1-го ступеня (1937)
- Орден Заслуг німецького орла, великий хрест (1939)
- Застібка до Залізного хреста 2-го і 1-го класу (1941)
- Лицарський хрест Залізного хреста з дубовим листям
  - лицарський хрест (30 серпня 1941)
  - дубове листя (5 серпня 1944)
- Комбінований Знак Пілот-Спостерігач в золоті з діамантами (1942)

### Естонія
- Орден Орлиного хреста 1-го класу (6 червня 1930)
- Орден Естонського Червоного Хреста 1-го класу (23 листопада 1932)

### Інші країни
- Орден Франца Йосифа, лицарський хрест (Австро-Угорщина; 1895)
- Орден Почесного легіону (Франція)
  - кавалер (1902)
  - офіцер (1912)
  - великий хрест (1940)
- Орден Слона (Данія)
- Орден Британської імперії, великий хрест (1938)
- Орден Михая Хороброго 3-го, 2-го і 1-го класу (Румунія; 1 листопада 1941) — отримав 3 нагороди одночасно.
- Орден Заслуг (Угорщина), великий хрест з короною Святого Іштвана і мечами (1942)
- Орден Корони короля Звоніміра, великий хрест з мечами і зіркою (Хорватія; 1942)
- Орден Вранішнього Сонця 1-го класу (Японія; 1942)

## У літературі
- Лінія Маннергейма (2003, Київ)  — повість-есе Валентина Чемериса;